# Erik August Larsson
Pour les articles homonymes, voir Larsson.
Erik August Larsson, né le 12 avril 1912 et mort le 10 mars 1982, est un fondeur suédois.

## Biographie
Natif de Kiruna, sa langue natale est le finnois et il travaille à partir de 1935 dans une mine et en tant que bûcheron.
Aux Championnats du monde 1935, il est médaillé de bronze en relais.
Aux Jeux olympiques d'hiver de 1936, Kiruna-Lasse remporte le seul titre international de sa carrière sur le dix-huit kilomètres et la médaille de bronze en relais avec Martin Matsbo, Arthur Häggblad et John Berger. Après son premier et unique titre national sur le quinze kilomètres et un total de douze victoires, il est récompensé par la médaille d'or du Svenska Dagbladet en fin d'année.
Il arrête le sport à 26 ans pour mieux se consacrer à la religion, Larsson étant pratiquant du christianisme, spécifiquement sous la forme du læstadianisme. Il est le grand-père d'Åsa Larsson, avocate et autrice de romans policiers.

## Palmarès

### Jeux olympiques
- Jeux olympiques d'hiver de 1936 à Garmisch-Partenkirchen :
  -  Médaille d'or sur 18 km.
  -  Médaille de bronze en relais 4 × 10 km.

### Championnats du monde
- Championnats du monde 1935 à Vysoke Tatry :
  -  Médaille de bronze au relais 4 × 10 km.